# Ilya Smirin
Ilya (ou Ilia) Ioulievitch Smirin (hébreu : איליה יוליביץ' סמירין; russe : Илья Юльевич Смирин; né le 21 janvier 1968 en Biélorussie) est un grand maître international soviétique puis israélien du jeu d'échecs.
Au 1er mars 2011, il est le 91e joueur mondial avec un classement Elo de 2 658 points. Son classement le plus élevé est de 2 702 en juillet 2001.

## Carrière
Smirin a commencé sa carrière en URSS. Il obtient un diplôme de l'Institut d'État de culture physique de Minsk, qui le certifie en tant qu'entraîneur et professeur d'échecs.
En 1992, il émigre pour Israël et a depuis été l'un des principaux joueurs de ce pays aux olympiades d'échecs et à d'autres compétitions. Il est membre du club d'Ashdod et de l'équipe nationale.
De ses succès en tournoi, on peut relever une première place ex aequo à Sverdlovsk 1987, New York 1994, et au championnat d'Israël 2002.
Il a aussi obtenu de bons résultats en première division du championnat d'URSS (1987, 1989), du championnat d'Israël (1992, 1994, 1999) et des tournois qualificatifs PCA Grand Prix en 1994 et 1995. En 2000, il remporte le New York Open et le tournoi de Dos Hermanas 2001 (ex æquo avec Dreïev).

### Compétitions par équipe
Smirin a participé à quatre championnats du monde par équipes avec Israël, remportant la médaille d'or individuelle au deuxième échiquier en 2005 et la médaille de bronze individuelle au troisième échiquier en 2015.
Lors des olympiades, il remporta la médaille de bronze par équipe en 2010 (il jouait au troisième échiquier et marqua cinq points en sept parties). En 1998 et 2006, il jouait au deuxième échiquier et l'équipe d'Israël finit quatrième de la compétition.
Lors des championnats d'Europe par équipe nationale, il remporta la médaille d'argent par équipe en 2003 et 2005.
En 2002, il participa au match Russie - Reste du monde dans l'équipe du Reste du monde qui fut victorieuse. Smirin réussit à gagner ses parties contre Anatoli Karpov et Garry Kasparov.

### Championnats du monde
| Année | Lieu      | Résultat       | Ultime adversaire     | Adversaires battus           |
| ----- | --------- | -------------- | --------------------- | ---------------------------- |
| 1999  | Las Vegas | deuxième tour  | Lev Psakhis           |                              |
| 2000  | New Delhi | deuxième tour  | Aleksandr Grichtchouk |                              |
| 2001  | Moscou    | troisième tour | Jaan Ehlvest          | Amon Simutowe, Thomas Luther |

### Coupes du monde
| Année | Lieu                             | Résultat       | Ultime adversaire  | Adversaires battus         |
| ----- | -------------------------------- | -------------- | ------------------ | -------------------------- |
| 2005  | Khanty-Mansiïsk (coupe du monde) | troisième tour | Gata Kamsky        | Walter Arencibia, Wang Yue |
| 2009  | Khanty-Mansiïsk (coupe du monde) | deuxième tour  | Vladimir Malakhov  | Jaan Ehlvest               |
| 2015  | Bakou                            | deuxième tour  | Teimour Radjabov   | Romain Édouard             |
| 2023  | Bakou                            | deuxième tour  | Kirill Chevtchenko | Santiago Avila Pavas       |

## Exemple de partie
Dans la partie suivante, Smirin domine le champion du monde classique en titre avec les Noirs :
Kramnik-Smirin, URSS contre le reste du monde, Moscou 2002 :
1.d4 Cf6 2.c4 g6 3.Cc3 Fg7 4.e4 d6 5.Cf3 O-O 6.Fe2 e5 7.O-O Cc6 8.d5 Ce7 9.b4 Ch5 10.Te1 a5 11.bxa5 f5 12.Cd2 Cf6 13.c5 Txa5 14.cxd6 cxd6 15.a4 Fh6 16.Fa3 Fxd2 17.Dxd2 fxe4 18.Fb5 Ff5 19.h3 Ta8 20.g4 Fc8 21.Cxe4 Cxe4 22.Txe4 Fd7 23.Ff1 Fxa4 24.Fb4 b5 25.Ta3 Tc8 26.Tc3 Db6 27.Fg2 Txc3 28.Fxc3 Fb3 29.Te1 Fc4 30.Fa5 Db7 31.Td1 Tf4 32.Fc3 Fb3 33.Fxe5 dxe5 34.d6 Dd7 35.Tc1 Fc4 36.Db4 Cc8 37.Dc5 Cxd6 38.Dxe5 Tf8 39.Td1 Cf7 0-1